# Morris Engel
Morris Engel (Brooklyn, New York, 1918. április 8. – New York, 2005. március 5.) amerikai filmrendező.

## Életpályája
Bankban dolgozott s fotóriportokat készített (1918; Photo League). Katonaidejét a haditengerészetnél töltötte 1941–1946 között a második világháborúban. Ezt követően magazinok számára fotózott. 1953-ban tűnt fel friss szemléletű, izgalmas atmoszférájú filmjével, A kis szökevénnyel, amelyet feleségével, Ruth Orkinnal és Roy Ashley-vel forgatott. Az 1960-as években különböző televíziós reklámokat készített. 1962–1994 között nem forgatott filmet.

### Munkássága
A New York-i iskola irányzatának egyik alapítója volt. Független gyártó, viszonylag szűkös eszközökkel, de egy tágabb lehetőséget nyújtó, könnyebben kezelhető 35 mm-es kamerával vett fel a versenyt Hollywooddal. Alkotásainak maga a forgatókönyvírója és filmoperatőre is volt. Ruth Orkin és Engel munkássága az 1950-es években nagy hatást gyakorolt John Cassavetes, Martin Scorsese és François Truffaut pályájára.

## Filmjei
- A kis szökevény (1953)
- Szeretők és árpacukor (Lovers and Lollipops) (1956)
- Lakodalmak és kisbabák (Weddings and Babies) (1958–1960)

## Díjai
- Ezüst Oroszlán díj (1953) A kis szökevény (Ruth Orkinnal és Roy Ashley-vel megosztva)
- Ezüst Szalag díj (1954) A kis szökevény (Ruth Orkinnal és Roy Ashley-vel megosztva)
- Pasinetti-díj (1958) Lakodalmak és kisbabák

## Fordítás
- Ez a szócikk részben vagy egészben  a   Morris Engel című angol Wikipédia-szócikk ezen változatának fordításán alapul.  Az eredeti cikk szerkesztőit annak laptörténete sorolja fel. Ez a jelzés csupán a megfogalmazás eredetét és a szerzői jogokat jelzi, nem szolgál a cikkben szereplő információk forrásmegjelöléseként.